# Ally Sheedy
Alexandra Elizabeth „Ally” Sheedy (ur. 13 czerwca 1962 w Nowym Jorku) – amerykańska aktorka filmowa, teatralna i telewizyjna, tancerka i pisarka.

## Filmografia
- 1983: Niegrzeczni chłopcy (Bad Boys) jako J.C. Walenski
- 1983: Gry wojenne (WarGames) jako Jennifer Mack
- 1985: Dwa razy w życiu (Twice in a Lifetime) jako Helen
- 1985: Klub winowajców (The Breakfast Club) jako Allison Reynolds
- 1986: Krótkie spięcie (Short Circuit) jako Stephanie Speck
- 1989: Zderzeni z życiem (Heart of Dixie) jako Maggie DeLoach
- 1991: Tylko samotni (Only the Lonely) jako Theresa Luna
- 1992: Kevin sam w Nowym Jorku (Home Alone 2: Lost in New York) jako bileterka w Nowym Jorku
- 1993: Morderczy przyjaciel (Man’s Best Friend) jako Lori Tanner
- 1998: Sztuka wysublimowanej fotografii (High Art) jako Lucy Berliner
- 2009: Citizen Jane jako Jane Alexander
- 2010: Witamy u Rileyów (Welcome to the Rileys) jako Harriet, siostra Lois Riley

### Seriale TV
- 1983: Posterunek przy Hill Street (Hill Street Blues) jako Kristen
- 1992: Pamiętnik Czerwonego Pantofelka (Red Shoe Diaries) jako Karen
- 1996: Po tamtej stronie (The Outer Limits) jako Carter Jones
- 2001: Oz jako Lisa Logan
- 2007: CSI: Kryminalne zagadki Las Vegas (C.S.I.: Crime Scene Investigation) jako Shannon Turner
- 2008–2009: Kyle XY jako Sarah, eksdziewczyna Adama, matka Jessi
- 2009–2011: Świry (Psych) jako pan Yang
- 2013: Świry (Psych) jako pan Yang